# Gerry Oehry
Gerhard „Gerry“ Oehry (* 30. Januar 1962) ist ein ehemaliger liechtensteinischer Fussballspieler.

## Karriere

### Verein
Oehry spielte in seiner gesamten Laufbahn für die USV Eschen-Mauren, bis 1981 in den Jugendmannschaften des Vereins und danach bis zu seinem Karriereende 1997 in der ersten Mannschaft.

### Nationalmannschaft
Er gab sein Länderspieldebüt in der liechtensteinischen Fussballnationalmannschaft am 30. Mai 1990 beim 1:4 gegen die Vereinigten Staaten im Rahmen eines Freundschaftsspiels, als er zur zweiten Halbzeit für Norman Hoop eingewechselt wurde. Sein zweites Länderspiel absolvierte Oehry am 12. März 1991 beim 0:6 im Freundschaftsspiel gegen die Schweiz.